# Етар (физика)
Етар је и апстрактна супстанца, квинтесенција, у алхемији и филозофији пети елемент (поред воде, земље, ватре и ваздуха) у којем се простиру сви елементи космоса.
У колоквијалном говору, под етром се подразумева простор у коме cе распростиру електромагнетни таласи, пре свега носачи електронских медија (радио, телевизија).

## Хипотеза о етеру
Реч етар потиче од грчке речи αιθηρ која означава „шљаштеће, гореће“ и односило се на простор далеко изнад облака у којем се налазила материја етар. 
Пошто је у данима бурног развоја физике свако таласно кретање повезивано са еластичном средином кроз коју се талас простире тако се и електромагнетно таласно зрачење (када је доказана таласна природа светла) повезало са замишљеном идеалном средином која је непокретна, нема масу и идеално је еластична. Дат јој је назив светлоносни етар. Теорије које су укључивале етар нису одмах добиле свој коначни облик. Хајгенс је у XVII веку поставио хипотезу да је светлост таласно кретање кроз етар. Сматрао је да је светлост лонгитудинални талас, чему се Њутн противио, тврдећи да светлост има честичну природу. Френел доказује трансверзалност таласног кретања али је нејасно да ли се етар креће заједно са Земљом кроз свемир или је непокретан. Цео XIX  век протиче у покушају доказивања непокретности етра, што не успева.
У другој половини XIX века ова теорија није довођена у питање, али је било све више питања и експеримената који су захтевали измене у теорији. Све измене које су предлагане су биле ситне и нису доводиле у питање постојање етра. Максвелова теорија електромагнетизма и његове једначине су утврдиле да је светлост електромагнетно зрачење које се простире брзином светлости c. Међутим, ако не постоји референтна тачка у свемиру у односу на коју рачунамо ову брзину, то значи да брзина светлости може бити различита у разним ситуацијама. Због овог проблема је етар узет као непокретни референтни систем (Њутнов релативитет) у односу на кога се рачунају све брзине у универзуму. Онда се појавила специјална теорија релативности, одбачена је могућност о непокретној тачки у свемиру и апсолутно непокретном телу, а сва кретања су постала међусобно релативна. Етар се у овој теорији није појављивао. Хипотеза о постојању непокретног етра је потпуно одбачена. 